# Ketmani Kouanchao
Ketmani Kouanchao   (Ciutat Kaisǭn Phomvihān, 5 d'octubre de 1968) és una escriptora i educadora laosiana-estatunidenca.

## Família i joventut
Nascuda a Savannakhet (Laos), Kouanchao va créixer a Minnesota amb els seus pares i quatre germans, inclòs el guardonat artista visual i empresari laosià Malichansouk Kouanchao. La seva mare, Chomsy Kouanchao, s'havia format a Laos per ser educadora, però a causa de la Guerra Civil laosiana no va poder convertir-se en la mestra que volia ser. Kouanchao cita sovint la seva mare i el seu pare com a inspiració per seguir la seva educació i la seva vida acadèmica.

## Educació
Ketmani Kouanchao va assistir a l'Edison High School de Minneapolis. Va assistir a la Universitat de Minnesota per a obtenir una llicenciatura i un màster, abans de perseguir els seus interessos professionals a Milwaukee i Califòrnia. Es va llicenciar en Sociologia, Salut Pública i Estudis d'Àsia Oriental el 1993. Va acabar el màster el 1997 amb una concentració en Educació Familiar. Kouanchao va assistir a la California State University-Fullerton, on es va doctorar en lideratge de col·legis comunitaris el 2013.

## Carrera professional i serveis comunitaris
Ketmani Kouanchao es va especialitzar en l'estudi del reclutament, la retenció i la matriculació d'estudiants amb pocs ingressos i en situació de risc. Durant més de 16 anys, ha treballat a nivell universitari i de college, inclosa la Universitat de Minnesota-Twin Cities, la Universitat de Wisconsin-Milwaukee, i ha estat la directora dels programes EOPS / CARE al Mt. San Jacinto Community College de San Jacinto, Califòrnia. Va ser nomenada Degana de Serveis a l'Estudiant al Mendocino College el juliol de 2014.
Kouanchao ha participat activament en el servei comunitari. Es va unir al Club Rotary d'Ukiah i va ajudar els estudiants de la societat d'honor acadèmica Phi Theta Kappa. Ha estat editora del Journal of Southeast Asian American Education and Advancement.
Com a estudiant universitària, era la secretària de la Lao Student Association de la Universitat de Minnesota.
Altres organitzacions en què ha format part són:
- Kaleidoscope Leadership Institute (2011 – 2011),
- National Association for the Education and the Advancement of Cambodian, Laotians and Vietnamese American (NAFEA) (2010 – present),
- Extended Opportunity Programs Services Association (2008 – present)
- SatJaDham Lao Literary Project(1997 – present),
- Soroptimist Women International (2008 – present),
- Education for Western Association of Education Professional Personnel (2003 – 2008),
- Southeast Asian Professional Network (2000 – 2003), i
- Legacies of War (2003 – present).

Ha estat columnista de diverses publicacions, incloent el Twin Cities Daily Planet, Asian American press i Little Laos on the Prairie, una publicació en línia lao-americana fundada per Chanida Phaengdara Potter. Ha parlat a tot el país amb estudiants i les seves famílies sobre la importància de seguir una educació i recordar el seu patrimoni.

## Premis i reconeixements
El 2012, Ketmani Kouanchao va rebre la beca Honor an Educator de la CSU Fullerton School of Education. Va ser reconeguda com a Administradora de l'Any per Mt. Col·legi San Jacinto el 2014.
Té una aparició en el llibre per a nens del 2013 Un embolic pegajós, de Nor Sanavongsay. Un personatge porta el seu nom en el joc de rol steampunk Excelsior, de 2d10 Games, així com una targeta exclusiva de kickstarter per a la segona edició de Redshirts de Weasel Pants Games.
El 3r Ward de la ciutat de Minneapolis la va reconèixer proclamant el 5 d'octubre de 2014 el Dia de Ketmani Kouanchao.